# Mill Creek (Wirginia Zachodnia)
Mill Creek – miasto w Stanach Zjednoczonych, w stanie Wirginia Zachodnia, w hrabstwie Randolph.